# 天主圣三堂 (托博尔斯克)
天主圣三堂 是一座罗马天主教 教堂,位于俄罗斯秋明州托博尔斯克。该堂属于天主教新西伯利亚教区，为哥特式建筑，是一座保护历史建筑。教堂还举办管风琴音乐会。

## 历史
与西伯利亚的许多天主教社区一样，该堂的最初核心也是在1830年11月波兰叛乱事件后流亡到西伯利亚的波兰人和立陶宛人。1843年，总督允许天主教徒建造一座教堂。第一个木制小堂建于1848年，1868年成立了堂区。1891年，神父请求允许建造一座较大的教堂，
六年后，获得了许可。1923年，共产党关闭了教堂，摧毁了钟楼。在关闭期间，教堂改作他用。共产主义政权倒台后，俄罗斯与宗教的关系正常化，该堂于1993年归还教会。教堂的修复一直持续到2000年，在2000年8月13日，由若瑟·韋特主教重新祝圣。

## 参考

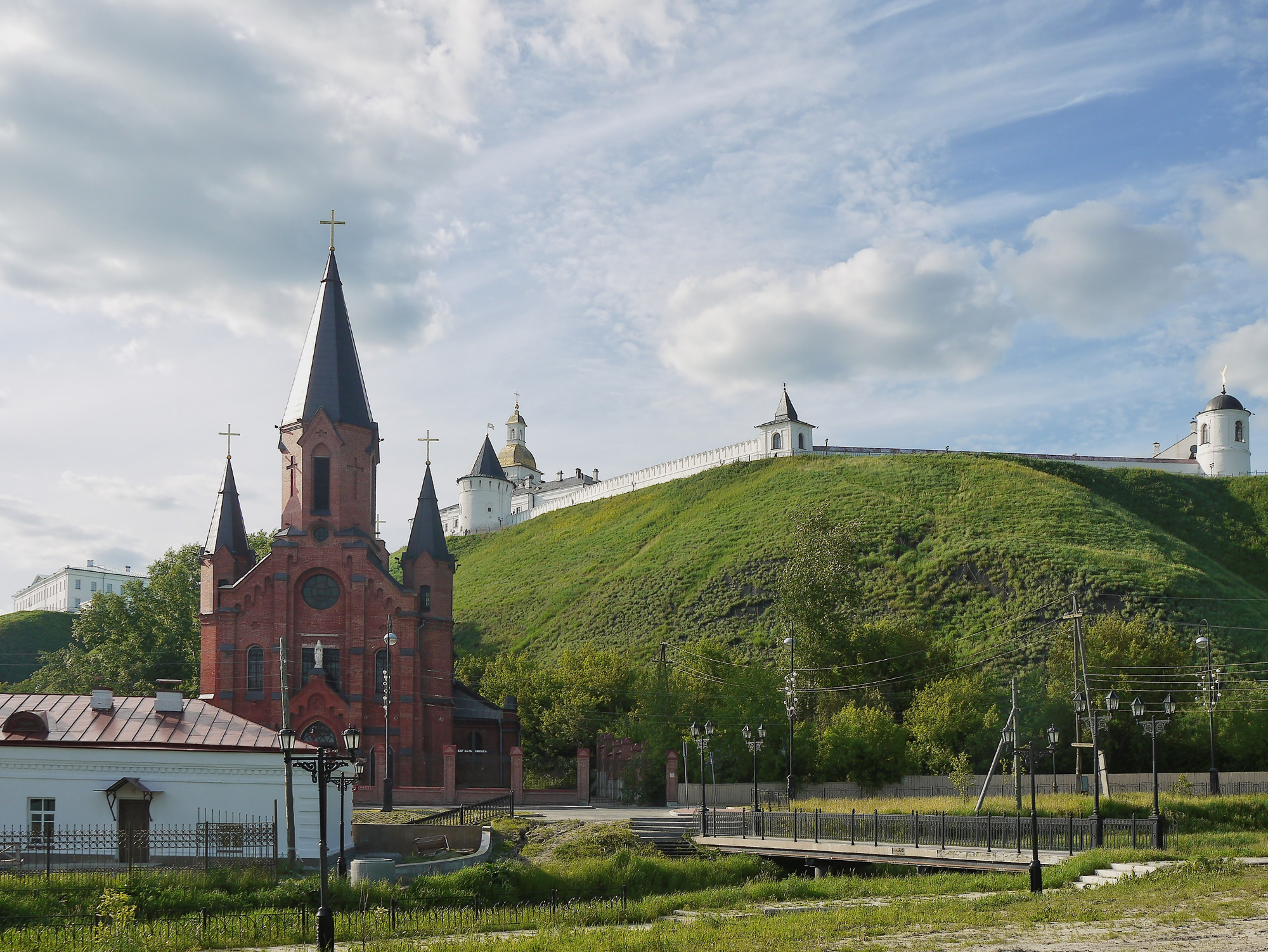
Another View